# Стругацький Борис Натанович
Борис Натанович Стругацький (15 квітня 1933, Ленінград — 19 листопада 2012, Санкт-Петербург) — російський письменник, сценарист, перекладач, який створив у співавторстві з братом Аркадієм Стругацьким кілька десятків творів, які стали класикою сучасної наукової та соціальної фантастики. Після того, як в 1991 році помер А. Н. Стругацький, опублікував два самостійних романи.

## Біографія
Борис Стругацький народився 15 квітня 1933 року в родині вихідців з України, а саме — Чернігівської губернії (зараз — це відповідно Чернігівська та Сумська області). Предки батька Стругацьких походять з Херсонської губернії, а матері — з Полтавської губернії. Місце народження письменника — Ленінград, де його батько Натан Залманович Стругацький був тільки що призначений науковим співробітником Державного Російського музею. Мати Бориса, Олександра Іванівна Літвінчева, була вчителькою, викладала російську літературу в тій же школі, де навчався Борис, після війни удостоєна звання «Заслужений вчитель УРСР» і нагороджена орденом «Знак Пошани».
Під час німецько-радянської війни сім'я Стругацьких була в обложеному Ленінграді, причому через хворобу Бориса в січні 1942 р. Аркадій і Натан Залманович Стругацькі відправилися в евакуацію одні. Тільки в 1943 р. старшому братові Аркадію вдалося вивезти матір і брата Бориса в селище Ташла Оренбурзької (тоді — Чкаловської) області. У Ленінград вони повернулися в 1945 р. У 1950 році закінчив школу зі срібною медаллю і збирався вступати на фізичний факультет Ленінградського державного університету, проте прийнятий не був. Тоді він подав документи на математико-механічний факультет, який закінчив у 1955 році за спеціальністю «астроном».
Після закінчення університету вступив до аспірантури Пулковської обсерваторії, однак не захистив дисертацію, тема якої виявилася розкрита ще в 1942 році за кордоном. Потім Б. Стругацький працював на лічильній станції Пулковської обсерваторії інженером-експлуатаційників по лічильно-аналітичних машин. У 1960 р. взяв участь в геодезичній і астрокліматичній експедиції на Кавказі, в рамках програми пошуку місця для установки Великого телескопа АН СРСР.
З 1964 року — професійний письменник, член Спілки письменників СРСР. Ще кілька років пропрацював у Пулківській обсерваторії на півставки. З 1972 року — керівник Ленінградського семінару молодих письменників-фантастів (згодом став відомий як «семінар Бориса Стругацького»), на цій посаді змінив іншого відомого фантаста Іллю Варшавського.
У 1974 році залучався як свідок у справі Михайла Хейфеца, якому інкримінували ст. 70 КК РРФСР (Антирадянська агітація і пропаганда).
Засновник премії «Бронзовий равлик». З 2002 року засновник та беззмінний головний редактор журналу «Полудень. XXI століття». Зі смертю Бориса Стругацького і премія, і журнал припинили існування.
Був одружений з Аделаїдою Андріївною Карпелюк, з якою познайомився в студентські роки під час навчання в ЛДУ. Син Андрій (народився в 1959 році).
Борис Натанович був відомий як пристрасний філателіст, що знайшло відображення в його творчості.
Помер 19 листопада 2012 від пневмонії в лікарні імені Алмазова в Санкт-Петербурзі.
Прощання пройшло 23 листопада в Петербурзі, після чого тіло кремирували, а прах розвіяли над Пулковськими висотами.

## Нагороди
Разом зі своїм братом Аркадієм Борис був удостоєний багатьох російських і міжнародних премій: став володарем нагород «Аеліта», «Велике Кільце», премії імені Жуля Верна (Швеція), призу «За незалежність думки» (Велика Британія), «Мандрівник» (Росія).